# Oxholón
Oxlohón es una población del municipio de Umán en el estado de Yucatán localizado en el sureste de México.

## Toponimia
El nombre (Oxlohón) es un vocablo que proviene del maya yucateco.

## Hechos históricos
- En 1910 cambia su nombre de Oxlohom a Oxholón.
- En 1921 cambia a Ox-Holom.
- En 1930 cambia a Oxholom.
- En 1990 cambia a Oxlon.
- En 2000 cambia a Oxholón.

## Demografía
Según el censo de 2005 realizado por el INEGI, la población de la localidad era de 797 habitantes, de los cuales 409 eran hombres y 388 eran mujeres.
| 105                         | 135 | 167 | 197 | 180 | 239 | 294 | 346 | 431 | 594 | 673 | 767 | 797 |
| (Fuente: INEGI [Consultar]) |     |     |     |     |     |     |     |     |     |     |     |     |

## Galería

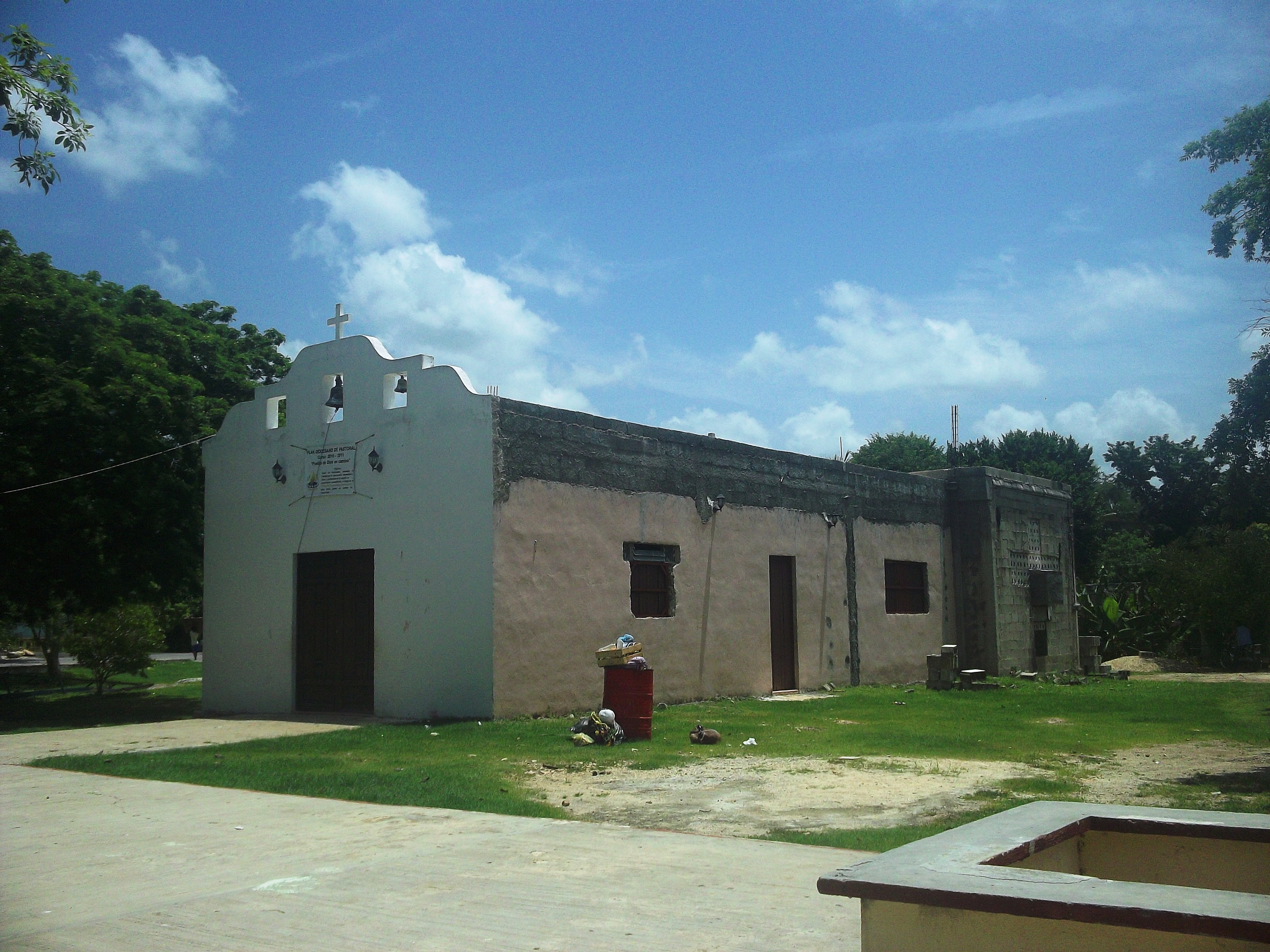
Iglesia de Oxholón.
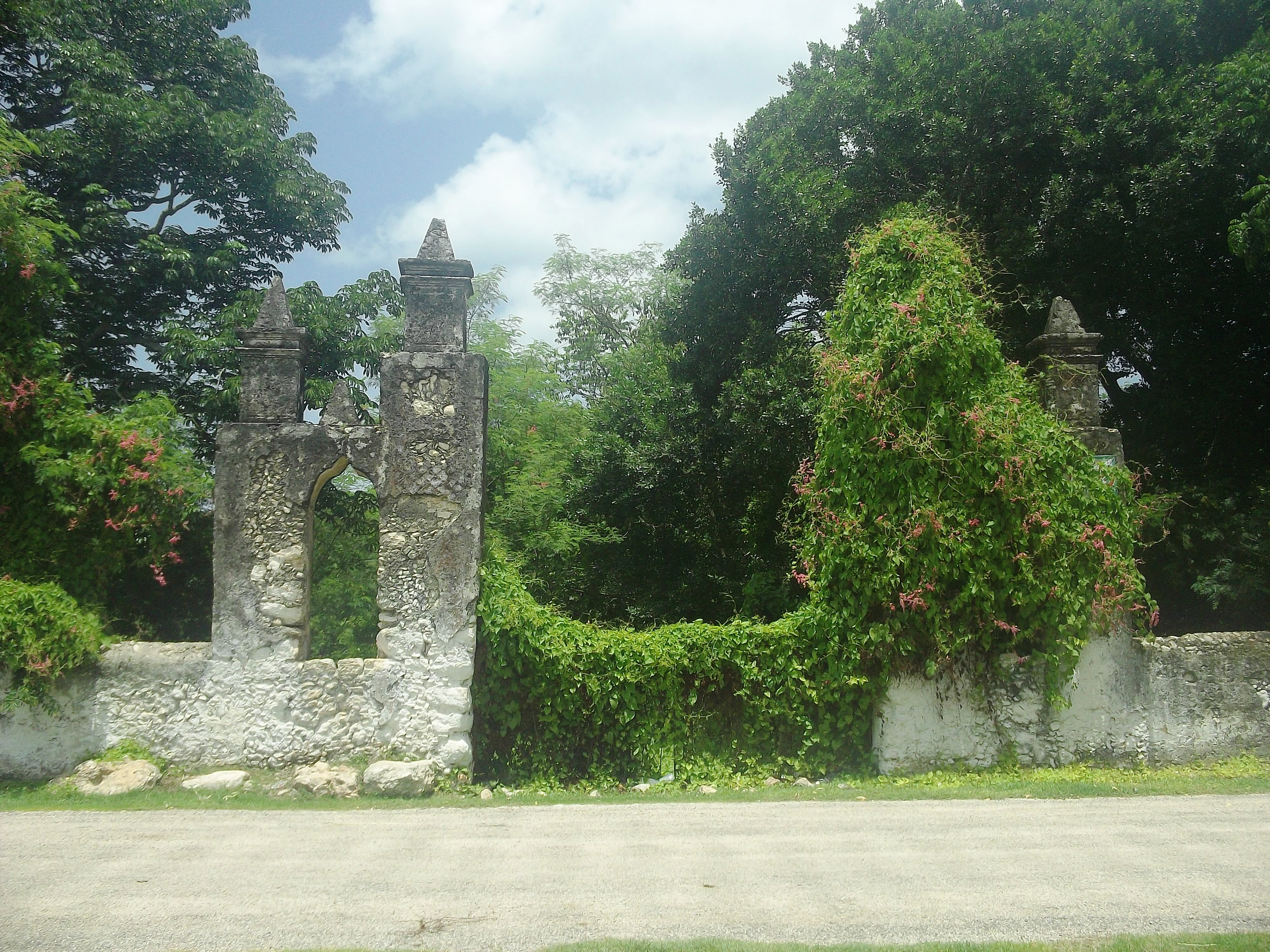
Hacienda de Oxholón.
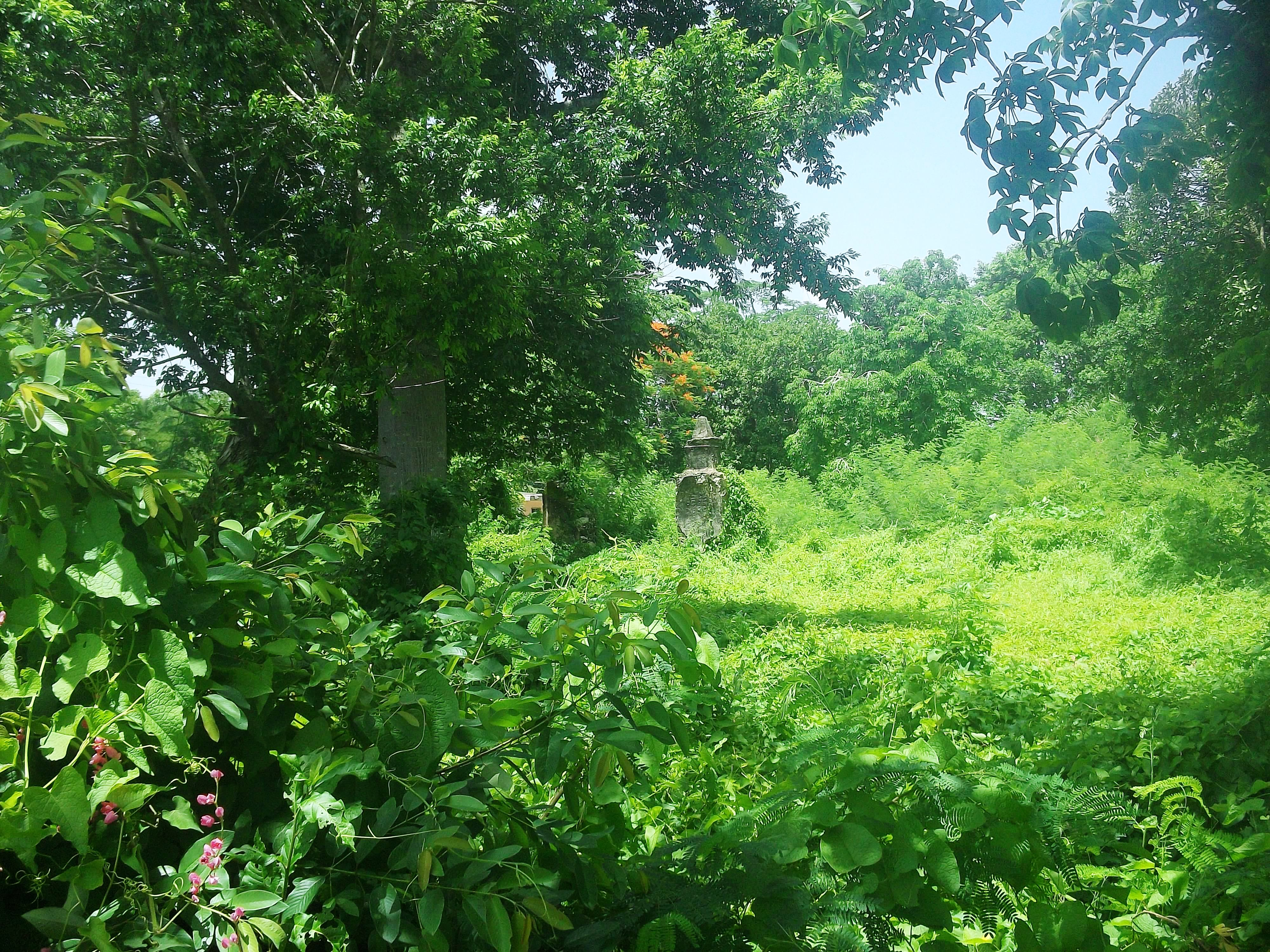
Hacienda de Oxholón.
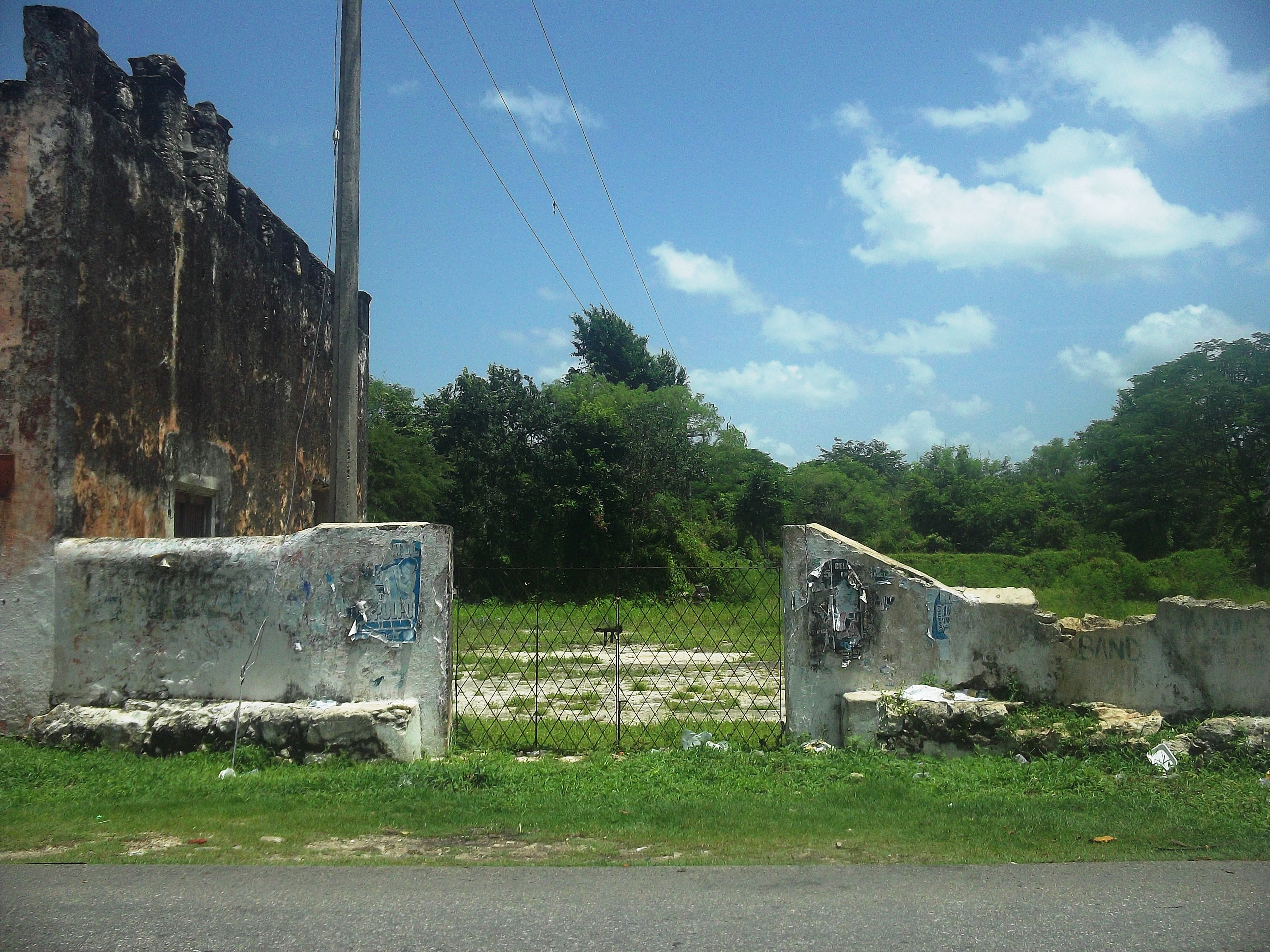
Hacienda de Oxholón.
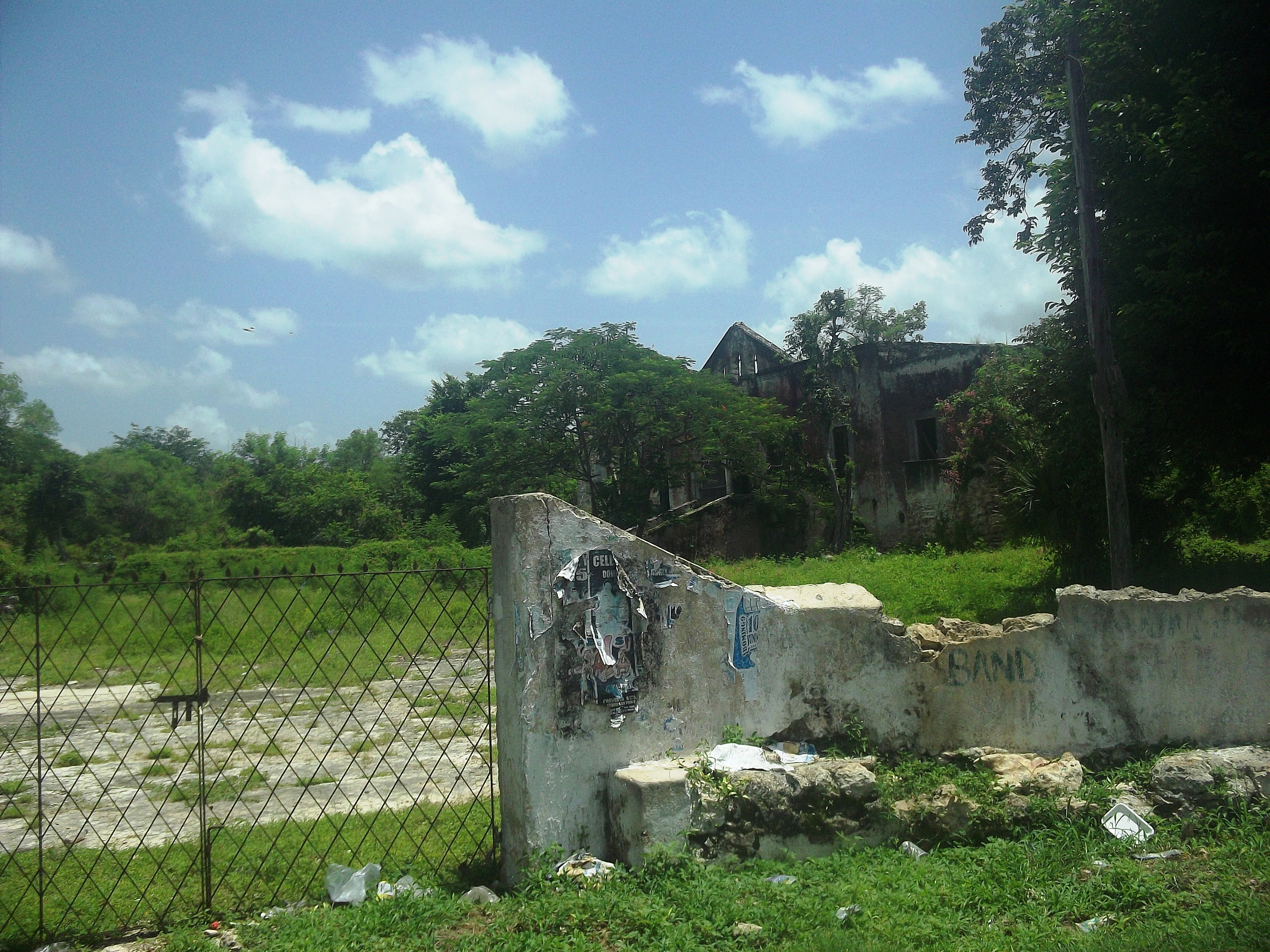
Hacienda de Oxholón.
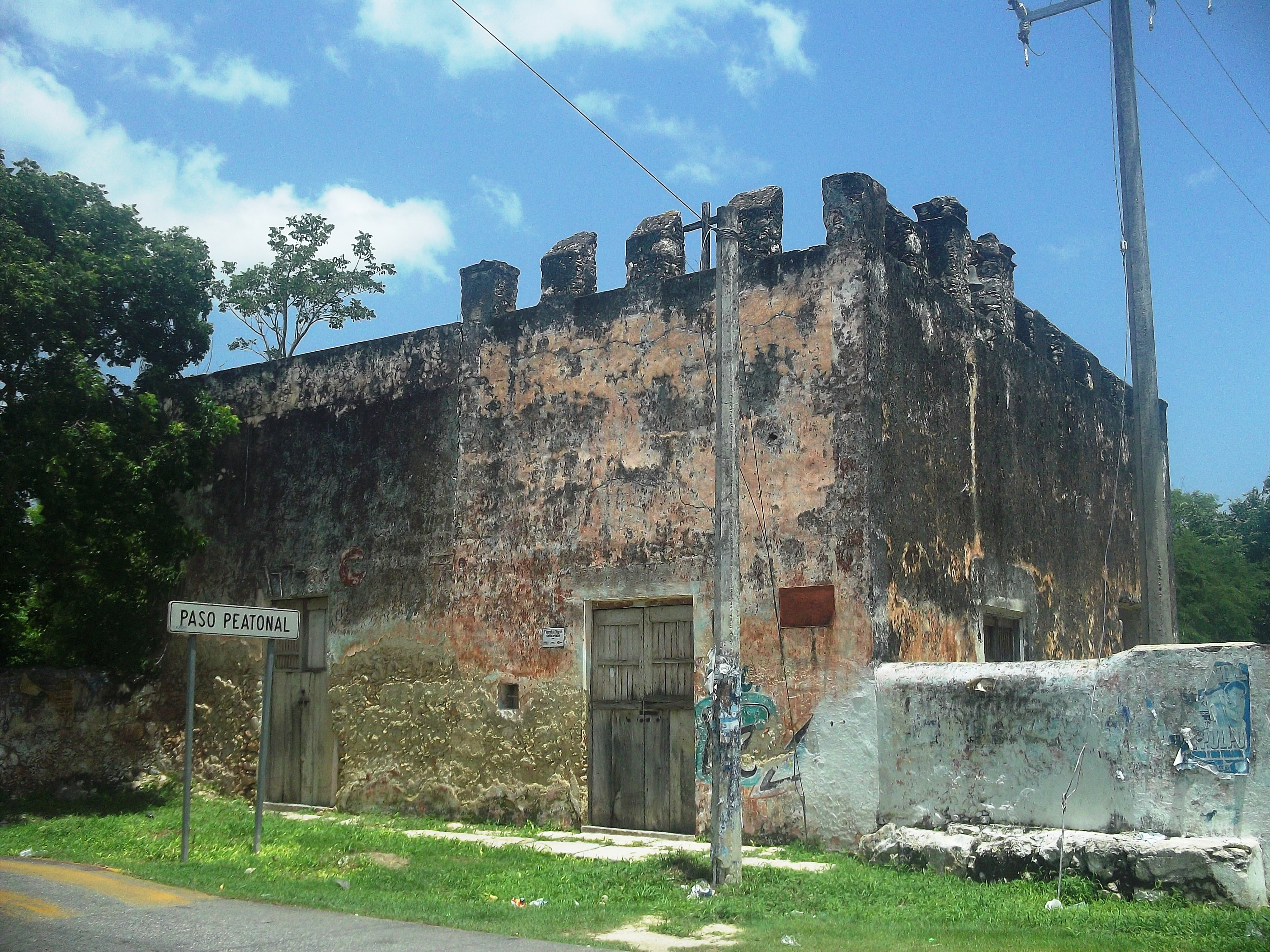
Hacienda de Oxholón.